# Метох (дем Сяр)
Метох (на гръцки: Κάτω Μετόχι, Като Метохи) е село в Гърция, дем Сяр (Серес), област Централна Македония и има 175 жители (2001).

## География
Селото се състои от две силно отдалечени махали – Долно и Горно Метох (на гръцки Ано и Като Метохи), като Горно Метох днес е напуснато. Долно Метох е в южните поли на планината Шарлия (Врондос), в Сярското поле, на около 3 километра северно от град Сяр (Серес). Северозападно от селото е манастирът „Света Богородица Вишенска“.

## История

### В Османската империя
В XIX век Метох е чисто българско село в Сярската каза на Османската империя. Според „Етнография на вилаетите Адрианопол, Монастир и Салоника“ в 1873 година в селото (Métoh) има 42 домакинства и 130 жители българи.
В 1889 година Стефан Веркович („Топографическо-этнографическій очеркъ Македоніи“) пише за Метох:
| „ | Метохи: християнско село; 1 църква; жителите са българи; занимават се със земеделие; отстои на час и половина от града (на север). | “ |

В статистическите си таблици Веркович отбелязва Метохи като село с 42 български къщи.
В 1891 година Георги Стрезов определя селото като част от Баницакол и пише:
| „ | Метох, село на Ю от Мертатово, от града около 1 час разстояние. Същото състояние и много по-лошо. Църква „Св. Димитър“; чете се гръцки. 40 къщи с 200 души българе. | “ |

Според статистиката на Васил Кънчов („Македония. Етнография и статистика“) в 1900 година в Метохъ има 192 жители българи християни.
В първото десетилетие на XX век българското население на селото е в лоното на Цариградската патриаршия. По данни на секретаря на Българската екзархия Димитър Мишев („La Macédoine et sa Population Chrétienne“) в 1905 година в Метох (Metoh) има 236 българи патриаршисти гъркомани. В 1910 година според училищния инспектор към Българската екзархия в Сяр Константин Георгиев Метох е описан като развалина от съборени и опустошени къщи с общо 192 жители българи, а учител в училището е П. Атанасов.
По време на Балканската война един човек от Метох е доброволец в Македоно-одринското опълчение.

### В Гърция
През войната селото е освободено от български части, но след Междусъюническата война в 1913 година селото попада в Гърция. През 20-те години в селото са настанени гърци бежанци от Турция. В 1928 година селото е смесено местно-бежанско с 26 семейства и 90 души бежанци.

## Личности
Родени в Метох
- Васил Атанасов (1876 – ?), македоно-одрински опълченец, четата на Таско Спасов, 15 щипска дружина[11]

Свързани с Метох
- Анастасиос Мегаломистакас (р. 1988), гръцки политик от Съюза на центристите